# Ferdinand Christian Baur
Pour les articles homonymes, voir Baur.
Ferdinand Christian Baur (né le 21 juin 1792 à Schmiden, près de Fellbach, dans le duché de Wurtemberg et mort le 2 décembre 1860 à Tübingen) était un théologien protestant allemand.

## Biographie
Ferdinand Christian Baur a fondé, au sein du Tübinger Stift, séminaire évangélique de l'université de Tübingen, la Jeune école de Tübingen, qui aborde de manière radicalement nouvelle l'étude du Nouveau Testament. 
Il a publié un grand nombre d'ouvrages de critique religieuse presque aussi hardis que ceux de David Friedrich Strauss, son disciple :
- Gnose chrétienne, 1835 ;
- Saint-Paul, sa vie et ses doctrines, 1845 ;
- Recherches critiques sur les Évangiles canoniques, 1847 ;
- Le Christianisme jusqu'au VIe siècle, 1835 et suivants.

On lui attribue en général l'invention du néologisme judéo-christianisme dans son article Die Christuspartei in der Korinthischen Gemeinde, der Gegensatz des petrinischen und paulinichen Christenthums in des ältesten Kirche, der Apostel Paulus in Rom publié en 1831,.

## Théories
Baur est l'auteur de plusieurs théories aujourd'hui abandonnées par la critique moderne, dont celle de l'Urevangelium, c'est-à-dire l'existence d'une première version de l'Évangile selon Matthieu en hébreu ou en araméen. 
Dans son essai Kritische Untersuchungen über die kanonischen Evangelien, ihr Verhältniss zu einander, ihren Charakter und Ursprung (Recherches critiques sur les Évangiles canoniques, 1847), il développe l'idée que les Évangiles canoniques sont des traductions ou des adaptations de textes plus anciens comme les Évangiles des Hébreux, de Pierre, des Égyptiens ou des Ébionites. Selon cette thèse, l'Évangile (pétrinien) selon Matthieu est le plus proche de l'Urevangelium, celui (paulinien) de Luc est ultérieur et enfin celui de Marc est le plus tardif.

### Sources
Marie-Nicolas Bouillet  et Alexis Chassang (dir.), « Ferdinand Christian Baur » dans Dictionnaire universel d’histoire et de géographie, 1878 (lire sur Wikisource)